# アシュランド (企業)
アシュランド（Ashland Inc.）はアメリカ合衆国の化学メーカー。石油精製会社から出発し、総合化学工業グループに発展している。現在の本社はケンタッキー州コビントンにある。
1924年、ケンタッキー州アシュランドに Ashland Refining Company （アシュランド石油精製会社）として設立された。その後第二次世界大戦後にかけて複数の石油精製会社を合併して発展し、また戦後は石油化学にも進出した。特に1967年に買収した化学会社ADMケミカルグループの事業はその後アシュランドの重要な柱となった。化学が中心となったことから、1995年に社名を Ashland Oil から Ashland Inc. に変更した。1998年に石油精製事業をマラソン・オイルとの合弁会社 Marathon Ashland Petroleum として統合したが、2005年にはその持ち分をマラソンに売却することにより、石油精製事業から完全に撤退した。2008年には水処理関係を主要事業とするハーキュリーズを買収し、子会社アシュランド・ハーキュリーズ・ウォーター・テクノロジーズとしている。
日本国内で見かけるアシュランドのブランドで比較的馴染み深いものとして、潤滑油ブランドのバルボリンがあった。バルボリンは1944年にフリーダムオイルと合併した後、1950年にアシュランドに吸収され、それ以降長らくアシュランドのブランドとして存続していた。しかし、2016年にアシュランドはバルボリンの事業を分離し、Valvoline inc.（NYSE:VVV）として独立したため、アシュランドのブランドではなくなっている。